# Carl Friedrich von Weizsäcker
Il barone Carl Friedrich Freiherr von Weizsäcker (Kiel, 28 giugno 1912 – Söcking, 28 aprile 2007) è stato un fisico, astrofisico e filosofo tedesco.

## Biografia
È stato il più longevo membro del team di scienziati che fece ricerche nucleari nella Germania nazista durante la seconda guerra mondiale, sotto la guida di Werner Heisenberg.
Weizsäcker era figlio del diplomatico Ernst von Weizsäcker, fratello maggiore di Richard von Weizsäcker (futuro presidente della Germania appena riunificata), e suocero dell'ex segretario generale del Consiglio Ecumenico delle Chiese, Konrad Raiser. Suo figlio è Ernst Ulrich von Weizsäcker, fisico e ricercatore ambientale.
Nato a Kiel, Weizsäcker trascorse l'infanzia a Stoccarda e a Copenaghen. Dal 1929 al 1933 studiò fisica, matematica e astronomia a Berlino, Gottinga e Lipsia. Il supervisore delle sue tesi di dottorato fu Friedrich Hund.
I suoi maggiori interessi come giovane ricercatore erano l'energia di legame degli atomi e i processi nucleari nelle stelle. Assieme a Hans Bethe creò una formula riguardante questi ultimi, chiamata formula Bethe-Weizsäcker, e studiò il processo ciclico di fusione nucleare nelle stelle.
Negli anni trenta partecipò al programma nucleare militare tedesco facendo parte del gruppo di scienziati raccolti intorno alla prestigiosa guida del premio Nobel Werner Karl Heisenberg, che conduceva una serie di ricerche tese a verificare la possibilità di costruire armi nucleari, che non trovarono compimento. A pochi mesi dall'inizio della seconda guerra mondiale, il suo nome fu menzionato da Albert Einstein in una famosa lettera, indirizzata al presidente statunitense Franklin Delano Roosevelt, in cui si sollecitava quest'ultimo a predisporre risorse e a porre particolare attenzione alla ricerca sull'uranio. Carl Friedrich von Weizsäcker viene citato nella lettera come scienziato legato al Kaiser-Wilhelm-Institut di Berlino, presso il quale venivano portate avanti ricerche sull'uranio, e come persona influente, figlio dell'allora segretario di stato per gli esteri tedesco Ernst von Weizsäcker, capace di attrarre ingenti risorse sul progetto nucleare tedesco.
Nel 1945 fu catturato da reparti speciali alleati, nella cosiddetta operazione Alsos, insieme ad altri scienziati che si occupavano del programma nucleare, e fu internato a Farm Hall, vicino a Cambridge. Durante i sei mesi di reclusione, il gruppo fu costantemente sottoposto a controllo con microfoni nascosti, al fine di conoscere lo stato e le finalità delle ricerche nucleari svolte dal gruppo di cui von Weizsäcker e Heisenberg erano gli esponenti più in vista. Le trascrizioni furono pubblicate solo nel 2001; non chiarirono, comunque, l'ambiguità che ha sempre avvolto le ricerche e le intenzioni dei fisici atomici durante il nazismo.
Nel dopoguerra riprese gli studi scientifici, dedicandosi all'insegnamento e collaborando con la Società Max Planck. Già nel 1944 aveva riproposto l'ipotesi nebulare per la formazione del sistema solare, introducendo perfezionamenti che lo sviluppo del sapere aveva reso possibili dall'epoca di Laplace. Tale ipotesi è ora ritenuta la più probabile.
Negli stessi anni intensificò l'interesse per gli aspetti storici e filosofici della fisica che aveva già manifestato anche in gioventù, frequentando Heidegger. Fu anche professore di Filosofia all'università di Amburgo dal 1957 al 1970 dove, per gli studi su Platone e Immanuel Kant, ebbe come collaboratore il filosofo della scienza Gernot Böhme.
Nel 1989 gli fu assegnato il Premio Templeton per i suoi contributi scientifici.
Gli è stato dedicato un asteroide, 13531 Weizsäcker.

## Opere (in italiano)
- L'immagine fisica del mondo, Fratelli Fabbri Editori, Milano, 1967.
- L'unità della fisica, Società editrice il Mulino, Bologna, 1968.
- Il tempo stringe, Queriniana Editrice, Brescia, 1987.
- L'uomo nella sua storia, Edizioni San Paolo, Milano, 1994.
- I grandi della fisica. Da Platone a Heisenberg, Donzelli Editore, Roma, 2002.